# Lill-Fuan
Lill-Fuan (jämtska Lihll-Fua) är en å i södra Jämtland, Bergs kommun. Lill-Fuan rinner strax söder om Långbodarna och nordväst om Nybodarna. Lill-Fuan förenar sig med Stor-Fuan och bildar Fuan strax norr om Viggesågen och Mo-Börtnanvägens bro över Fuan.